# كيفين بانفييتز
كيفين بانفييتز (بالألمانية: Kevin Pannewitz)‏ (16 أكتوبر 1991 ببرلين في ألمانيا - ) هو لاعب كرة قدم ألماني في مركز الوسط. شارك مع منتخب ألمانيا تحت 20 سنة لكرة القدم. أما مع النوادي، فقد لعب مع نادي فولفسبورغ وهانزا روستوك وVSG Altglienicke ‏ وGoslarer SC 08 ‏.

## وصلات خارجية
- كيفين بانفييتز على موقع قاعدة بيانات كرة القدم.إي يو (الإنجليزية)
- كيفين بانفييتز على موقع بيانات كرة القدم. دي إي (الألمانية)
- كيفين بانفييتز على موقع عالم كرة القدم.نت (الإنجليزية)
- كيفين بانفييتز على موقع AS.com (الإسبانية)